# Eknö
Eknö ist eine 3 Kilometer breite und einen Kilometer lange Insel im Schärengarten von Stockholm. Sie befindet sich etwa 2,4 Kilometer nordwestlich von Sandhamn und gehört zur Värmdö kommun.
Die Insel ist vermutlich seit dem 13. Jahrhundert bewohnt. In einer königlichen Schenkungsurkunde an das Santa Clara Kloster taucht Eknö und die umliegenden Inseln auf. Der erste belegte Bewohner ist der Lotse Eskil Rasmusson. Er tauchte in einem Steuerregister aus dem Jahr 1626 auf. Aus einem Mannschaftsregister der schwedischen königlichen Flotte aus dem Jahr 1695 geht hervor, dass sich auf der Insel fünf Lotsen befanden und einer auf Sandhamn. Während der Russischen Verwüstungen im Jahr 1719, wurden auf der Insel alle Häuser niedergebrannt. Im Jahr 1754 gab es jedoch wiederum fünf Lotsen und acht Arbeiter. Erst im Jahr 1850 konzentrierte sich die Lotsentätigkeit auf die Nachbarinsel Sandhamn und auf Eknö starb dieses Gewerbe aus. Im Jahr 1875 verließ der letzte Bewohner die Insel und zog samt seinem Haus nach Sandhamn.
Heute gibt es auf der Insel nur noch Sommerhäuser.

## Bilder

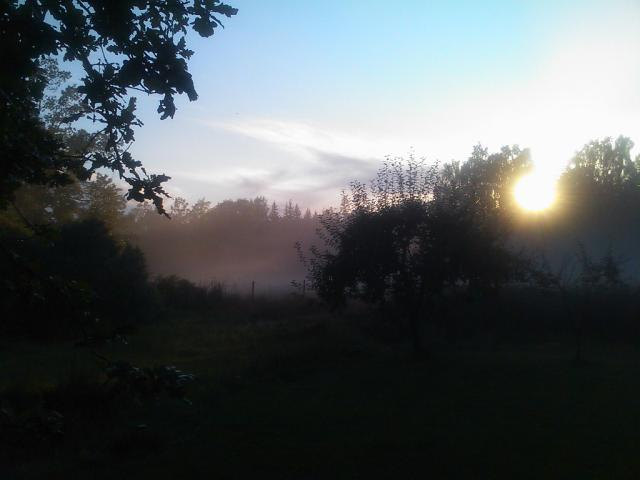
Sonnenuntergang auf Eknö
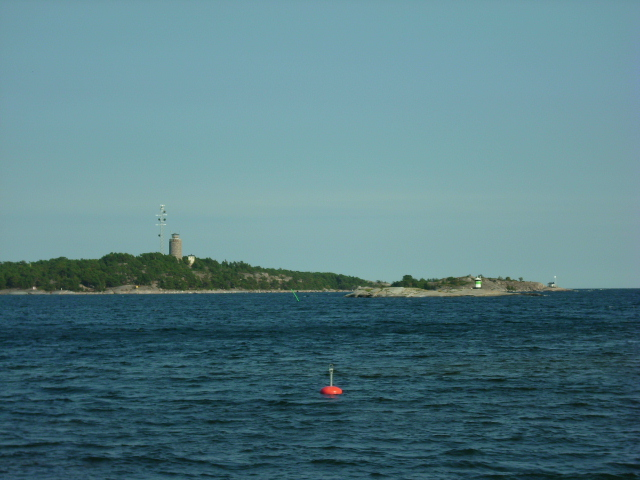
Turm von Korsö. Blick von Eknö
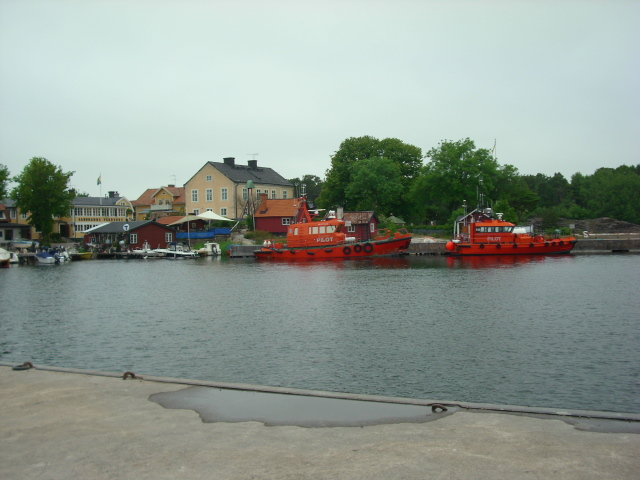
Zollhaus von Sandhamn. Blick von Eknö
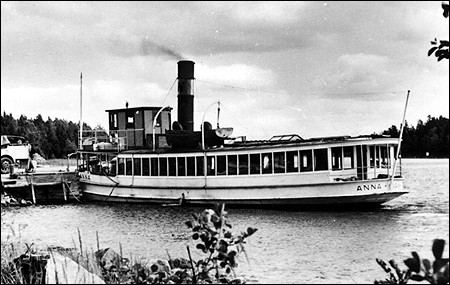
Dampfschiff an der Anlegestelle von Eknö. 1902